# Le Volume était au maximum
 (janvier 2023).
Le Volume était au maximum est un groupe (one man band) de pop punk canadien, originaire de Granby, au Québec. 
Porté par Johnny Love, le style musical du groupe s'apparente à celui des Ramones, de Screeching Weasel et des Queers, pour qui ils ont déjà assuré la première partie en concert. Johnny Love enregistrera et produira lui-même tous les disques de LVÉAM, jouant de tous les instruments, et distribuant les disques via le label Paf! Disques. En plus des albums studio, la discographie du groupe contient une imposante liste d'EP.

## Biographie
Johnny Love forme Le Volume était au maximum comme one mand band, en 2000, à Granby, mais ce n'est que cinq ans plus tard qu'il commence à se produire. En 2005, Johnny Love décide d'amener son projet sur scène en recrutant le bassiste Delroy Tchang, la claviériste Catherine Love-City et le batteur Joakim City. Un second claviériste, Friedrich Van Volsen, s'est ajouté au début de 2006. Le cinquième album, Radio Maximum, paru en 2005 sur PAF! Disques, reçoit d'excellentes critiques des médias alternatifs locaux[source secondaire souhaitée]. Le disque sera distribué par Anubis et sera le premier à susciter une attention plus importante[source secondaire souhaitée].
En février 2006, Le volume était au maximum assure la première partie de The Queers[réf. souhaitée]. Ces derniers inviteront LVÉAM à placer une pièce en français sur la compilation punk Where the Fun Never Sets, distribuée aux États-Unis[réf. souhaitée]. En avril 2006, le second vidéo-clip de LVÉAM, pour la chanson Les Princesses, sera diffusé par MusiquePlus, et fera son chemin début 2007 sur MuchMusic. Au printemps 2006, l'album Radio Maximum est réédité par le label Disques Anubis. La chanson Les Princesses, de l'album Radio Maximum, se retrouve en mars 2008 dans l'épisode #10 de la série télévisée Tout sur moi, diffusée à Radio-Canada[pertinence contestée]. La chanson Nadine va se marier, toujours de l'album Radio Maximum, se retrouve en mars 2007 dans l'épisode #21 de la série télévisée Les Invincibles, diffusée à Radio-Canada[pertinence contestée]. La chanson Les Teenages Gluesniffers, se retrouve en avril 2009 dans l'épisode de l'adolescence de la série télévisée Mange ta ville, diffusée à Art TV et sur le web[pertinence contestée].
En mars 2007, le groupe se libère de ses obligations contractuelles avec Anubis. Paf! Disques reprend le plein contrôle de la discographie de Le volume était au maximum. Cette nouvelle coïncide cependant avec des changements de personnel, Catherine Love-City se fait dire que le groupe n'a plus besoin d'orgue[réf. souhaitée], tout comme le batteur Joakim City qui quitte, remplacé depuis par Max Television, qui quitte à son tour le désormais trio. En octobre 2007, Delroy Tchang se voit expulsé de la formation[réf. souhaitée] pour un retour au son du bon vieux[Quoi ?] Le volume était au maximum.
Dans la nuit du 4 août 2008 paraît le sixième album du Volume était au maximum, Les Vacances. Fruit de quatre années de travail, ce disque de vingt pistes est décrit comme un « album concept sophistiqué qui tourbillonne harmonieusement sur les thèmes de l’été, de l’amour et de la mélancolie. »[réf. souhaitée] En mars 2009, une prestation live à CISM permet aux auditeurs de faire la connaissance[réf. nécessaire] de Trey Maximum nouvellement ajouté au groupe. En mai 2009, le groupe participe à un concert au Club Sonar. En août 2009, Le volume était au maximum participe au festival rock Osheaga[source secondaire souhaitée].

## Membres

### Membre actuel
- Johnny Love - tous les instruments

### Musiciens additionnels
- Friedrich Van Volsen - claviers (2006-2009)
- Trey Maximum - batterie (2009)
- Catherine Love City - claviers (2005-2007)
- Joakim City - batterie (2005-2007)
- Max Television - batterie (2007)
- Delroy Tchang - basse (2005-2007)

## Discographie

### Albums studio
- Limonade (1995)
- Limonade II (1996)
- Harriet (1997)
- La danse des gâteaux (1998)
- Conneries (2001)
- Le volume était au maximum (2003)
- Fille de l'espace (2004)
- La mise à terre (2004)
- Radio Maximum (2005)
- Fille de l'espace 2006 (2006)
- Les Vacances (2008)
- Le volume était au maximum LIVE (2010)
- Ultra Rare Traxxx Vol. 1 (2011)
- Extravaganza (2011)
- Ultravaganza (2011)
- Rockeurs Ponk (2012)
- Ultra Rare Traxxx Vol.1 (2013)
- Coeur de Ponk (2013)
- Ultra Rare Traxxx Vol. III (2019)
- Aquarelle (2023)
- Bagatellɘs (2024)

### Coffrets
- Les Vacances coffret de luxe édition collectionneur (2008)
- a (2010)

### EP
- Conneries (2000)
- Conneries II (2002)
- Conneries II (1-13) (2002)
- Âme sœur (2003)
- Superbelle (2003)
- Filles de l'espace (2003)
- Geneviève Néron (2004)
- Uranie (2004)
- Electrolove (2004)
- Jeune professionnelle (2004)
- Les princesses (version fan club, 2005)
- Les princesses (2005)
- Tu es belle (2005)
- Nadine ne m'aime pas (2005)
- Amanda (2008)
- Sur Mon Cœur (2008)
- Petit Ange (2008)
- Une Petite Fille Comme Toi (2008)
- Rouli-Roulant (2008)
- Petite Merveille (2008)
- Michel Louvain (2008)
- Nadine À La Plage (2008)
- Elle Ne Reviendra Pas (2008)
- Love (2010)
- Plus les troubles seront identifiés tôt dans le développement de l'enfant, meilleures seront ses chances de poursuivre de longues études. (2010)
- Nadine à la radio (2010)
- Psycho Sexuel (2010)
- Les Fleurs (2010)
- French Sucks (2014)

### Compilations
- Pop Montreal 2005 (2005)
- Québec Emergent (2006)
- Punk Rawk Explosion #31 (2006)
- Voir: La Releve Musicale 2006-2026 (2006)
- Noise & Friendz (2006)
- Bubblegum Attack #1 (2006)
- Montreal Noise and Friendz (2006)
- Where The Fun Never Sets (2007)
- God save The Queers (Japon) (2007)
- A Tribute To The Groovy Ghoulies (2008)
- Let's Go Ghoulie! (2008)

## Autres

### Livre
- Les Vacances (2008)

## PAF#
PAF# est un système donnant l'ordre officiel des disques de L<3AM.  Ils correspondent non seulement au numéro de catalogue de la maison de productions indépendante (Paf! Disques) mais aussi ils indiquent l'ordre chronologique des sorties des albums et EP. Comme les numéros PAF sont à la fois des numéros de catalogue et que Paf! Disques se doit de produire des disques. Les numéros manquant pour LVEAM sont attribués aux autres projets de Paf Disques[source secondaire souhaitée].
Ère Connerie (2001)
- PAF#0 – Conneries - CD

Ère Le volume était au maximum (L'album Blanc) (2002-2003)
- PAF#1 – Le volume était au maximum - CD

Ère Fille de l'espace (2003-2004)
- PAF#2 – Fille de l'espace - CD
- PAF#3 – Superbelle - EP
- PAF#4 – Filles de L'espace - EP
- PAF#5 – Geneviève Néron - EP
- PAF#6 – Uranie - EP

Ère La mise à terre (2004-2005)
- PAF#8 – La mise à terre -  CD
- PAF#9 – Électrolove - EP
- PAF#10 – Jeune Professionnelle - EP
- PAF#11 – Nadine ne m'aime pas - EP

Ère Radio Maximum (2005-2008)
- PAF#12 – Radio Maximum - CD
- PAF#15 – Les Princesses Ne Dorment Pas Sur Ça - EP
- PAF#16 – Les Princesses - EP
- PAF#17 – Tu Es Belle - EP

Ère Les Vacances (2008-2010)
- PAF#18 – Les Vacances - CD
  - PAF#18 - Les Vacances Coffret de luxe Édition Collectionneur - CD
- PAF#20 - Amanda - EP (inclus dans le coffret Les Vacances)
- PAF#21 - Sur Mon Cœur - EP (inclus dans le coffret Les Vacances)
- PAF#22 - Petit Ange - EP (inclus dans le coffret Les Vacances)
- PAF#23 - Une Petite Fille Comme Toi - EP (inclus dans le coffret Les Vacances)
- PAF#24 - Rouli-Roulant - EP (inclus dans le coffret Les Vacances)
- PAF#26 - Petite Merveille - EP (inclus dans le coffret Les Vacances)
- PAF#26 - Michel Louvain - EP (inclus dans le coffret Les Vacances)
  - Il y a bien deux EP identifiés PAF#26.
- PAF#27 - Nadine À La Plage - EP (inclus dans le coffret Les Vacances)
  - Bien qu'il n'y est la mention du numéro de cd.
- PAF#28 - Elle ne reviendra pas - EP

Ère a (2010-2012)
- PAF#32 - Love - EP (inclus dans le coffret a)
- PAF#34 - Plus les troubles seront identifiés tôt dans le développement de l'enfant, meilleures seront ses chances de poursuivre de longues études. - EP (inclus dans le coffret a)
- PAF#35 - Nadine à la radio - EP (inclus dans le coffret a)
- PAF#36 - Psycho sexuel - EP (inclus dans le coffret a)
- PAF#37 - Les Fleurs - EP (inclus dans le coffret a)
- PAF#38 - Dreams - EP (inclus dans le coffret a)
- PAF#39 - Ultra rare traXXX! vol1 - CD compilation (inclus dans le coffret a)